# Syncolostemon eriocephalus
Syncolostemon eriocephalus là một loài thực vật có hoa trong họ Hoa môi. Loài này được Verd. miêu tả khoa học đầu tiên năm 1937.